# Milanenkapel
De Milanenkapel is een kapel in het tot de West-Vlaamse gemeente Zwevegem, in het behorende gehucht Kreupel, gelegen aan de Bellegemstraat. De tegenwoordige neogotische kapel is een ontwerp van de architect Jean-Baptiste Bethune (1821-1894). Bethune was een totaalarchitect: hij ontwierp niet alleen het gebouw, maar ook de glasramen en de muurschilderijen.
De naam zou afkomstig zijn van een legende waarin verdwaalde bedevaartgangers uit Milaan een miraculeus Mariabeeldje hadden meegebracht.

## Geschiedenis
Eerste verwijzingen van de aloude  kapel gaan terug tot 1550 wanneer het eigendom was van de familie van Halewijn. De kapel werd in 1691 voor het eerst op een kaart aangeduid als Milanne Capelle.
In 1840 erfde de familie De Bethune de vroegere heerlijkheid Ten Kasteele in Zwevegem, met onder meer de kapel, die er toen als een ruïne bijlag. Daarom wilde de -zeer katholieke- Felix Bethune de kapel volledig laten herbouwen. Het was zijn zoon Jean-Baptiste Bethune die als architect werd aangesteld om de kapel neogotische stijl naar Engels voorbeeld te ontwerpen.  Dit nam van 1846-1847 zijn beslag. Het was het eerste werk van Bethune in deze stijl en daarmee een van de eerste neogotische bouwwerken in Vlaanderen.
De Milanekapel werd ingewijd op 8 september 1847 op Zwevegem kermis. Alhoewel het interieur, met de glasramen als blikvanger, pas later werd afgewerkt tussen 1856 en 1869. De glasramen werden ontworpen door het glazeniersatelier van Jean-Baptiste de Bethune in Brugge, later in Gent. De glasramen in de Milanekapel stellen de patroonheiligen van de familie voor.
Mettertijd werd de kapel onderhouden en gerestaureerd dankzij giften van gelovigen, steun van het gemeentebestuur en van de familie Bethune.
Sinds 2017 is de kapel, samen met de kapellinde beschermd als monument en als onderdeel van het beschermd dorpsgezicht.

## Gebouw
Het betreft een bakstenen zaalkerkje met een dakruitertje in de voorgevel. De sierelementen, zoals vensteromlijstingen, werden met witte zandsteen ingevuld.
Naar de kapel loopt een 600 meter lange dreef, de Kapel Milanendreef. Deze dreef loopt van de kapel naar het voormalige kasteelgoed van Zwevegem en hij is al op de Ferrariskaarten te vinden. Tegenwoordig is deze dreef echter omringd door woongebied. De dreef werd in 2024 volledig gerooid.